# Medievil
MediEvil är ett plattformsspel utvecklat av SCE Studios Cambridge och släppt för Playstation år 1998. Spelet har en uppföljare kallad MediEvil 2. Spelet finns även tillgängligt via nerladdning till Playstation 3 samt Playstation Portable via Playstation Network.